# Meirinhos
Meirinhos es una freguesia portuguesa del municipio de Mogadouro, con 53,80 km² de superficie y 368 habitantes (2001). Su densidad de población es de 6,8 hab/km².